# Melanie Díaz
Melanie Rebecca Díaz González (Utuado, 7 mei 1996) is een Puerto Ricaans tafeltennisspeelster. Zij is rechtshandig en speelt met de shakehandgreep.
Ze nam deel aan de Olympische Zomerspelen 2020 maar won geen medailles.
Ze is de oudere zus van Adriana Díaz en de nicht van Brian Afanador, beiden tafeltennissers.